# Def Leppard/Diskografie
Diese Diskografie ist eine Übersicht über die musikalischen Werke der britischen Rock-Musikgruppe Def Leppard. Den Quellenangaben zufolge hat sie bisher mehr als 100 Millionen Tonträger verkauft, davon alleine in ihrem Heimatland über 2,1 Millionen, damit zählt sie zu den Interpreten mit den meisten verkauften Tonträgern weltweit. Ihre erfolgreichste Veröffentlichung ist das vierte Studioalbum Hysteria mit mehr als 20 Millionen verkauften Einheiten.

## Alben

### Studioalben
| Jahr | Titel                         | Höchstplatzierung, Gesamtwochen, AuszeichnungChartplatzierungen (Jahr, Titel, Platzierungen, Wochen, Auszeichnungen, Anmerkungen) | Höchstplatzierung, Gesamtwochen, AuszeichnungChartplatzierungen (Jahr, Titel, Platzierungen, Wochen, Auszeichnungen, Anmerkungen) | Höchstplatzierung, Gesamtwochen, AuszeichnungChartplatzierungen (Jahr, Titel, Platzierungen, Wochen, Auszeichnungen, Anmerkungen) | Höchstplatzierung, Gesamtwochen, AuszeichnungChartplatzierungen (Jahr, Titel, Platzierungen, Wochen, Auszeichnungen, Anmerkungen) | Höchstplatzierung, Gesamtwochen, AuszeichnungChartplatzierungen (Jahr, Titel, Platzierungen, Wochen, Auszeichnungen, Anmerkungen) | Anmerkungen                                                                                  |
| Jahr | Titel                         | DE | AT | CH | UK | US | Anmerkungen                                                                                  |
| ---- | ----------------------------- | --- | --- | --- | --- | --- | -------------------------------------------------------------------------------------------- |
| 1980 | On Through the Night          | — | — | — | UK15 (8 Wo.)UK | US51 Platin · (51 Wo.)US | Erstveröffentlichung: 14. März 1980 Verkäufe: + 1.100.000                                    |
| 1981 | High ’n’ Dry                  | — | — | — | UK26 (7 Wo.)UK | US38 ×2Doppelplatin · (124 Wo.)US                                                                                                 | Erstveröffentlichung: 6. Juli 1981 Verkäufe: + 2.100.000                                     |
| 1983 | Pyromania                     | DE20 a (1 Wo.)DE | — | CH45 a (1 Wo.)CH | UK18 Silber · (8 Wo.)UK | US2 Diamant · (124 Wo.)US | Erstveröffentlichung: 20. Januar 1983 Platz 384 der Rolling Stone 500 Verkäufe: + 10.880.000 |
| 1987 | Hysteria                      | DE10 (19 Wo.)DE | AT71 (1 Wo.)AT | CH2 Platin · (17 Wo.)CH | UK1 ×2Doppelplatin · (108 Wo.)UK                                                                                                  | US1 ×2Diamant + Doppelplatin · (136 Wo.)US                                                                                        | Erstveröffentlichung: 3. August 1987 Platz 472 der Rolling Stone 500 Verkäufe: + 20.000.000  |
| 1992 | Adrenalize                    | DE8 (32 Wo.)DE | AT11 (20 Wo.)AT | CH1 Platin · (27 Wo.)CH | UK1 Gold · (30 Wo.)UK | US1 ×3Dreifachplatin · (65 Wo.)US                                                                                                 | Erstveröffentlichung: 31. März 1992 Verkäufe: + 4.267.500                                    |
| 1996 | Slang                         | DE34 (11 Wo.)DE | AT38 (7 Wo.)AT | CH19 (10 Wo.)CH | UK5 Gold · (11 Wo.)UK | US14 Gold · (12 Wo.)US | Erstveröffentlichung: 14. Mai 1996 Verkäufe: + 700.000                                       |
| 1999 | Euphoria                      | DE14 (9 Wo.)DE | AT48 (2 Wo.)AT | CH14 (5 Wo.)CH | UK11 (7 Wo.)UK | US11 Gold · (16 Wo.)US | Erstveröffentlichung: 8. Juni 1999 Verkäufe: + 650.000                                       |
| 2002 | X                             | DE19 (5 Wo.)DE | AT35 (3 Wo.)AT | CH9 (9 Wo.)CH | UK14 (4 Wo.)UK | US11 (8 Wo.)US | Erstveröffentlichung: 30. Juli 2002                                                          |
| 2006 | Yeah!                         | DE73 (1 Wo.)DE | — | CH57 (3 Wo.)CH | UK52 (1 Wo.)UK | US16 (10 Wo.)US | Erstveröffentlichung: 23. Mai 2006                                                           |
| 2008 | Songs from the Sparkle Lounge | DE43 (2 Wo.)DE | — | CH29 (3 Wo.)CH | UK10 (3 Wo.)UK | US5 (7 Wo.)US | Erstveröffentlichung: 25. April 2008                                                         |
| 2015 | Def Leppard                   | DE10 (3 Wo.)DE | AT18 (2 Wo.)AT | CH2 (5 Wo.)CH | UK11 (5 Wo.)UK | US10 (4 Wo.)US | Erstveröffentlichung: 30. Oktober 2015                                                       |
| 2022 | Diamond Star Halos            | DE8 (4 Wo.)DE | AT10 (2 Wo.)AT | CH4 (9 Wo.)CH | UK5 (4 Wo.)UK | US10 (2 Wo.)US | Erstveröffentlichung: 27. Mai 2022                                                           |
| 2023 | Drastic Symphonies            | DE17 (1 Wo.)DE | AT42 (1 Wo.)AT | CH10 (2 Wo.)CH | UK4 (1 Wo.)UK | US54 (1 Wo.)US | Erstveröffentlichung: 19. Mai 2023 mit dem Royal Philharmonic Orchestra                      |

grau schraffiert: keine Chartdaten aus diesem Jahr verfügbar

### Livealben
| Jahr | Titel                                             | Höchstplatzierung, Gesamtwochen, AuszeichnungChartplatzierungen (Jahr, Titel, Platzierungen, Wochen, Auszeichnungen, Anmerkungen) | Höchstplatzierung, Gesamtwochen, AuszeichnungChartplatzierungen (Jahr, Titel, Platzierungen, Wochen, Auszeichnungen, Anmerkungen) | Höchstplatzierung, Gesamtwochen, AuszeichnungChartplatzierungen (Jahr, Titel, Platzierungen, Wochen, Auszeichnungen, Anmerkungen) | Höchstplatzierung, Gesamtwochen, AuszeichnungChartplatzierungen (Jahr, Titel, Platzierungen, Wochen, Auszeichnungen, Anmerkungen) | Höchstplatzierung, Gesamtwochen, AuszeichnungChartplatzierungen (Jahr, Titel, Platzierungen, Wochen, Auszeichnungen, Anmerkungen) | Anmerkungen                            |
| Jahr | Titel                                             | DE | AT | CH | UK | US | Anmerkungen                            |
| ---- | ------------------------------------------------- | --- | --- | --- | --- | --- | -------------------------------------- |
| 2011 | Mirror Ball – Live & More                         | DE46 (1 Wo.)DE | — | CH51 (2 Wo.)CH | UK44 (1 Wo.)UK | US16 Gold · (12 Wo.)US | Erstveröffentlichung: 20. Juni 2011    |
| 2013 | Viva! Hysteria                                    | DE28 (1 Wo.)DE | — | CH83 (1 Wo.)CH | UK73 (1 Wo.)UK | US24 (2 Wo.)US | Erstveröffentlichung: 22. Oktober 2013 |
| 2017 | And There Will Be a Next Time … Live from Detroit | DE64 (1 Wo.)DE | — | — | — | — | Erstveröffentlichung: 10. Februar 2017 |
| 2020 | London to Vegas                                   | DE25 (1 Wo.)DE | — | CH40 (1 Wo.)CH | — | — | Erstveröffentlichung: 29. Mai 2020     |
| 2020 | Hysteria at the O2                                | DE64 (1 Wo.)DE | — | CH53 (1 Wo.)CH | — | — | Erstveröffentlichung: 29. Mai 2020     |
| 2024 | One Night Only – Live at the Leadmill             | DE75 (1 Wo.)DE | — | CH19 (1 Wo.)CH | — | — | Erstveröffentlichung: 11. Oktober 2024 |

### Kompilationen
| Jahr | Titel                                                                                     | Höchstplatzierung, Gesamtwochen, AuszeichnungChartplatzierungen (Jahr, Titel, Platzierungen, Wochen, Auszeichnungen, Anmerkungen) | Höchstplatzierung, Gesamtwochen, AuszeichnungChartplatzierungen (Jahr, Titel, Platzierungen, Wochen, Auszeichnungen, Anmerkungen) | Höchstplatzierung, Gesamtwochen, AuszeichnungChartplatzierungen (Jahr, Titel, Platzierungen, Wochen, Auszeichnungen, Anmerkungen) | Höchstplatzierung, Gesamtwochen, AuszeichnungChartplatzierungen (Jahr, Titel, Platzierungen, Wochen, Auszeichnungen, Anmerkungen) | Höchstplatzierung, Gesamtwochen, AuszeichnungChartplatzierungen (Jahr, Titel, Platzierungen, Wochen, Auszeichnungen, Anmerkungen) | Anmerkungen                                                  |
| Jahr | Titel                                                                                     | DE | AT | CH | UK | US | Anmerkungen                                                  |
| ---- | ----------------------------------------------------------------------------------------- | --- | --- | --- | --- | --- | ------------------------------------------------------------ |
| 1993 | Retro Active                                                                              | DE36 (9 Wo.)DE | — | CH7 Gold · (19 Wo.)CH | UK6 (6 Wo.)UK | US9 Platin · (26 Wo.)US | Erstveröffentlichung: 5. Oktober 1993 Verkäufe: + 1.125.000  |
| 1995 | Vault: Def Leppard Greatest Hits                                                          | DE31 (15 Wo.)DE | — | CH7 (18 Wo.)CH | UK3 Platin · (16 Wo.)UK | US15 ×4Vierfachplatin · (… Wo.)US                                                                                                 | Erstveröffentlichung: 31. Oktober 1995 Verkäufe: + 4.765.000 |
| 2004 | Best Of                                                                                   | — | — | CH76 (3 Wo.)CH | UK6 Platin · (9 Wo.)UK | — | Erstveröffentlichung: 25. Oktober 2004 Verkäufe: + 320.000   |
| 2005 | Rock of Ages: The Definitive Collection                                                   | — | — | — | — | US10 Platin · (23 Wo.)US | Erstveröffentlichung: 17. Mai 2005 Verkäufe: + 1.200.000     |
| 2018 | The Box Set: Volume One                                                                   | DE38 (1 Wo.)DE | — | — | — | — | Erstveröffentlichung: 1. Juni 2018                           |
| 2018 | The Story So Far – The Best Of                                                            | — | — | CH54 (1 Wo.)CH | UK32 Gold · (5 Wo.)UK | US101 (4 Wo.)US | Erstveröffentlichung: 30. November 2018 Verkäufe: + 100.000  |
| 2019 | The CD Collection: Volume Two                                                             | DE84 (1 Wo.)DE | — | — | — | — | Erstveröffentlichung: 21. Juni 2019                          |
| 2020 | The Early Years                                                                           | DE68 (1 Wo.)DE | — | — | — | — | Erstveröffentlichung: 20. März 2020                          |
| 2021 | Box Set Volume Three – X, Yeah! & Songs from the Sparkle Lounge – Rarities from the Vault | DE48 (1 Wo.)DE | — | — | — | — | Erstveröffentlichung: 11. Juni 2021                          |

Weitere Kompilationen
- 1985: First Strike
- 1994: Mega Edition
- 2001: Historia / In the Round, in Your Face (US: Gold)
- 2009: Greatest Hits
- 2009: Hysteria / Adrenalize

### Remixalben
- 1987: Hysteria Remixes

### EPs
- 1979: The Def Leppard
- 1993: In the Clubs - In Your Face (Bonus zur Single „Miss You in a Heartbeat“)
- 1995: Live at Don Valley (Bonus zum Album „Vault“)
- 1996: Acoustic in Singapore (Bonus zum Album „Slang“)
- 1996: All I Want Is Everything

### Tributealben
- 2008: All Star Tribute to Def Leppard

## Singles
| Jahr | Titel Album                                               | Höchstplatzierung, Gesamtwochen, AuszeichnungChartplatzierungen (Jahr, Titel, Album, Platzierungen, Wochen, Auszeichnungen, Anmerkungen) | Höchstplatzierung, Gesamtwochen, AuszeichnungChartplatzierungen (Jahr, Titel, Album, Platzierungen, Wochen, Auszeichnungen, Anmerkungen) | Höchstplatzierung, Gesamtwochen, AuszeichnungChartplatzierungen (Jahr, Titel, Album, Platzierungen, Wochen, Auszeichnungen, Anmerkungen) | Höchstplatzierung, Gesamtwochen, AuszeichnungChartplatzierungen (Jahr, Titel, Album, Platzierungen, Wochen, Auszeichnungen, Anmerkungen) | Höchstplatzierung, Gesamtwochen, AuszeichnungChartplatzierungen (Jahr, Titel, Album, Platzierungen, Wochen, Auszeichnungen, Anmerkungen) | Anmerkungen                                                   |
| Jahr | Titel Album                                               | DE | AT | CH | UK | US | Anmerkungen                                                   |
| ---- | --------------------------------------------------------- | --- | --- | --- | --- | --- | ------------------------------------------------------------- |
| 1979 | Wasted On Through the Night                               | — | — | — | UK61 (3 Wo.)UK | — | Erstveröffentlichung: 3. November 1979                        |
| 1980 | Hello America On Through the Night                        | — | — | — | UK45 (4 Wo.)UK | — | Erstveröffentlichung: 9. Februar 1980                         |
| 1983 | Photograph Pyromania                                      | — | — | — | UK66 (4 Wo.)UK | US12 (17 Wo.)US | Erstveröffentlichung: 22. Januar 1983                         |
| 1983 | Rock of Ages Pyromania                                    | — | — | — | UK41 (4 Wo.)UK | US16 (15 Wo.)US | Erstveröffentlichung: 13. August 1983                         |
| 1983 | Foolin’ Pyromania                                         | — | — | — | — | US28 (14 Wo.)US | Erstveröffentlichung: 20. August 1983                         |
| 1983 | Too Late For Love Pyromania                               | — | — | — | UK86 (2 Wo.)UK | — | Erstveröffentlichung: 26. November 1983                       |
| 1984 | Bringin’ on the Heartbreak (Remix) High ’n’ Dry           | — | — | — | — | US61 (8 Wo.)US | Erstveröffentlichung: 16. Juni 1984                           |
| 1987 | Animal Hysteria                                           | — | — | CH17 (7 Wo.)CH | UK6 Silber · (9 Wo.)UK | US19 (19 Wo.)US | Erstveröffentlichung: 17. Juli 1987                           |
| 1987 | Women Hysteria                                            | — | — | — | — | US80 (5 Wo.)US | Erstveröffentlichung: 22. August 1987                         |
| 1987 | Pour Some Sugar on Me Hysteria                            | DE50 (7 Wo.)DE | — | — | UK18 Platin · (6 Wo.)UK | US2 Gold · (24 Wo.)US | Erstveröffentlichung: 5. September 1987 Verkäufe: + 1.190.000 |
| 1987 | Hysteria                                                  | — | — | — | UK26 Silber · (7 Wo.)UK | US10 (16 Wo.)US | Erstveröffentlichung: 14. November 1987 Verkäufe: + 200.000   |
| 1988 | Armageddon It Hysteria                                    | — | — | — | UK20 (5 Wo.)UK | US3 (18 Wo.)US | Erstveröffentlichung: 26. März 1988                           |
| 1988 | Love Bites Hysteria                                       | — | — | — | UK11 (8 Wo.)UK | US1 (23 Wo.)US | Erstveröffentlichung: 2. Juli 1988                            |
| 1989 | Rocket Hysteria                                           | — | — | — | UK15 (7 Wo.)UK | US12 (13 Wo.)US | Erstveröffentlichung: 28. Januar 1989                         |
| 1992 | Let’s Get Rocked Adrenalize                               | DE22 (15 Wo.)DE | AT19 (12 Wo.)AT | CH3 (16 Wo.)CH | UK2 (7 Wo.)UK | US15 (18 Wo.)US | Erstveröffentlichung: 14. März 1992                           |
| 1992 | Make Love Like a Man Adrenalize                           | DE95 (2 Wo.)DE | — | CH40 (3 Wo.)CH | UK12 (5 Wo.)UK | US36 (10 Wo.)US | Erstveröffentlichung: 13. Juni 1992                           |
| 1992 | Have You Ever Needed Someone So Bad Adrenalize            | — | — | — | UK16 (5 Wo.)UK | US12 (20 Wo.)US | Erstveröffentlichung: 29. August 1992                         |
| 1993 | Stand up (Kick Love into Motion) Adrenalize               | — | — | — | — | US34 (15 Wo.)US | Erstveröffentlichung: 16. Januar 1993                         |
| 1993 | Heaven Is Adrenalize                                      | — | — | — | UK13 (5 Wo.)UK | — | Erstveröffentlichung: 16. Januar 1993                         |
| 1993 | Tonight Adrenalize                                        | — | — | — | UK34 (3 Wo.)UK | US62 (9 Wo.)US | Erstveröffentlichung: 16. April 1993                          |
| 1993 | Two Steps Behind Retro Active                             | DE66 (10 Wo.)DE | AT29 (1 Wo.)AT | — | UK32 (4 Wo.)UK | US12 (20 Wo.)US | Erstveröffentlichung: 4. September 1993                       |
| 1994 | Miss You in a Heartbeat Retro Active                      | — | — | — | — | US39 (17 Wo.)US | Erstveröffentlichung: 8. Januar 1994                          |
| 1995 | Action Retro Active                                       | — | — | — | UK14 (5 Wo.)UK | — | Erstveröffentlichung: 1. Januar 1995                          |
| 1995 | When Love & Hate Collide Vault: Def Leppard Greatest Hits | DE67 (10 Wo.)DE | — | CH36 (1 Wo.)CH | UK2 Silber · (11 Wo.)UK | US58 (14 Wo.)US | Erstveröffentlichung: 30. September 1995 Verkäufe: + 200.000  |
| 1996 | Slang                                                     | — | — | — | UK17 (6 Wo.)UK | — | Erstveröffentlichung: 20. April 1996                          |
| 1996 | Work It Out Slang                                         | — | — | — | UK22 (3 Wo.)UK | — | Erstveröffentlichung: 29. Juni 1996                           |
| 1996 | All I Want Is Everything Slang                            | — | — | — | UK38 (2 Wo.)UK | — | Erstveröffentlichung: 14. September 1996                      |
| 1996 | Breath a Sigh Slang                                       | — | — | — | UK43 (2 Wo.)UK | — | Erstveröffentlichung: 16. November 1996                       |
| 1999 | Promises Euphoria                                         | — | — | — | UK41 (2 Wo.)UK | — | Erstveröffentlichung: 10. Juli 1999                           |
| 1999 | Goodbye Euphoria                                          | — | — | — | UK54 (2 Wo.)UK | — | Erstveröffentlichung: 25. September 1999                      |
| 2002 | Now X                                                     | DE72 (2 Wo.)DE | — | CH84 (2 Wo.)CH | UK23 (2 Wo.)UK | — | Erstveröffentlichung: 3. August 2002                          |
| 2003 | Long, Long Way to Go X                                    | — | — | — | UK40 (2 Wo.)UK | — | Erstveröffentlichung: 12. April 2003                          |

Weitere Singles
- 1980: Rock Brigade
- 1981: Let It Go
- 1981: Bringin’ On the Heartbreak
- 1983: Comin’ Under Fire
- 1983: Billy’s Got a Gun
- 1983: Action! Not Words
- 1992: Elected (live)
- 1993: Desert Song
- 1999: Back in Your Face
- 1999: Paper Sun
- 2000: Day After Day
- 2000: 21st Century Sha La La La Girl
- 2002: Four Letter Word
- 2005: No Matter What
- 2006: Rock On
- 2006: 20th Century Boy
- 2008: Nine Lives (feat. Tim McGraw)
- 2008: C’mon C’mon
- 2022: Kick
- 2022: Take What You Want
- 2022: Fire It Up

## Videoalben und Musikvideos

### Videoalben
| Jahr | Titel                                             | Höchstplatzierung, Gesamtwochen, AuszeichnungChartplatzierungen (Jahr, Titel, Platzierungen, Wochen, Auszeichnungen, Anmerkungen) | Höchstplatzierung, Gesamtwochen, AuszeichnungChartplatzierungen (Jahr, Titel, Platzierungen, Wochen, Auszeichnungen, Anmerkungen) | Höchstplatzierung, Gesamtwochen, AuszeichnungChartplatzierungen (Jahr, Titel, Platzierungen, Wochen, Auszeichnungen, Anmerkungen) | Höchstplatzierung, Gesamtwochen, AuszeichnungChartplatzierungen (Jahr, Titel, Platzierungen, Wochen, Auszeichnungen, Anmerkungen) | Höchstplatzierung, Gesamtwochen, AuszeichnungChartplatzierungen (Jahr, Titel, Platzierungen, Wochen, Auszeichnungen, Anmerkungen) | Anmerkungen                                              |
| Jahr | Titel                                             | DE | AT | CH | UK | US | Anmerkungen                                              |
| ---- | ------------------------------------------------- | --- | --- | --- | --- | --- | -------------------------------------------------------- |
| 2013 | Viva! Hysteria                                    | — | — | CH8 (1 Wo.)CH | — | — | Erstveröffentlichung: 2013                               |
| 2017 | And There Will Be a Next Time … Live from Detroit | DE*DE | — | CH3 (2 Wo.)CH | UK4 (32 Wo.)UK | — | Erstveröffentlichung: 10. Februar 2017 * siehe Livealbum |
| 2020 | London to Vegas                                   | DE*DE | — | — | UK1 (5 Wo.)UK | — | Erstveröffentlichung: 29. Mai 2020 * siehe Livealbum     |
| 2020 | Hysteria at the O2                                | DE*DE | — | — | UK3 (11 Wo.)UK | — | Erstveröffentlichung: 29. Mai 2020 * siehe Livealbum     |
| 2020 | Hits Vegas – Live Planet Hollywood                | — | — | CH4 (3 Wo.)CH | UK7 (10 Wo.)UK | — | Erstveröffentlichung: 16. Oktober 2020                   |

Weitere Videoalben
- 1988: Historia (US: ×2Doppelplatin )
- 1989: In the Round – In Your Face Live (US: Platin)
- 1993: Visualize (US: Gold)
- 1995: Vault: Def Leppard Greatest Hits
- 2004: Best Of
- 2005: Rock of Ages: The Definitive Collection (US: Gold)

### Musikvideos
| Jahr | Titel                                  | Regie                                |
| ---- | -------------------------------------- | ------------------------------------ |
| 1981 | Bringin’ on the Heartbreak (Version 1) | Doug Smith                           |
| 1981 | High ’n’ Dry (Saturday Night)          | David Mallet                         |
| 1982 | Let It Go                              | David Mallet                         |
| 1983 | Rock! Rock! (Till You Drop)            | Kinichi Nakae                        |
| 1983 | Too Late for Love                      | Mike Mansfield                       |
| 1983 | Photograph                             | David Mallet                         |
| 1983 | Rock of Ages                           | David Mallet                         |
| 1983 | Foolin’                                | David Mallet                         |
| 1984 | Me and My Wine                         | David Mallet                         |
| 1984 | Bringin’ on the Heartbreak (Version 2) | David Mallet                         |
| 1987 | Animal                                 | Jean Pellerin, Doug Freel            |
| 1987 | Pour Some Sugar on Me (Version 1)      | Russell Mulcahy                      |
| 1987 | Hysteria                               | Jean Pellerin, Doug Freel            |
| 1988 | Women                                  | Jean Pellerin, Doug Freel            |
| 1988 | Pour Some Sugar on Me (Version 2)      | Wayne Isham                          |
| 1988 | Armageddon It (live)                   | Wayne Isham                          |
| 1988 | Love Bites                             | Jean Pellerin, Doug Freel            |
| 1988 | Rocket                                 | Nigel Dick                           |
| 1992 | I Wanna Touch U                        | Phil Tuckett                         |
| 1992 | Let’s Get Rocked                       | Steve Barron                         |
| 1992 | Make Love Like a Man                   | Wayne Isham                          |
| 1992 | Have You Ever Needed Someone So Bad?   | Wayne Isham                          |
| 1993 | Two Steps Behind                       |                                      |
| 1995 | When Love & Hate Collide               |                                      |
| 1996 | Slang                                  | Nigel Dick                           |
| 1996 | Work It Out                            | Nigel Dick                           |
| 1996 | All I Want Is Everything               | Matt Mahurin                         |
| 1999 | Promises                               | Wayne Isham                          |
| 1999 | Goodbye                                | Dave Meyers                          |
| 2002 | Now                                    | The Malloys                          |
| 2003 | Long, Long Way to Go                   | Clive Arrowsmith                     |
| 2005 | No Matter What                         | John Logsdon                         |
| 2008 | Nine Lives                             | Sherman Halsey                       |
| 2008 | C’mon C’mon                            | Matthew Mulholland, Jonathan Beswick |
| 2022 | Kick                                   | Anuk Rohde                           |

## Statistik

### Chartauswertung
|                     | DE     | AT    | CH     | UK     | US     |
| ------------------- | ------ | ----- | ------ | ------ | ------ |
| Nummer-eins-Alben   | DE—DE  | AT—AT | CH1CH  | UK2UK  | US2US  |
| Top-10-Alben        | DE4DE  | AT1AT | CH8CH  | UK9UK  | US8US  |
| Alben in den Charts | DE23DE | AT8AT | CH21CH | UK19UK | US19US |

|                       | DE    | AT    | CH    | UK     | US     |
| --------------------- | ----- | ----- | ----- | ------ | ------ |
| Nummer-eins-Singles   | DE—DE | AT—AT | CH—CH | UK—UK  | US1US  |
| Top-10-Singles        | DE—DE | AT—AT | CH1CH | UK3UK  | US4US  |
| Singles in den Charts | DE6DE | AT2AT | CH5CH | UK27UK | US19US |

|                          | DE    | AT    | CH    | UK    | US    |
| ------------------------ | ----- | ----- | ----- | ----- | ----- |
| Nummer-eins-Videoalben   | DE—DE | AT—AT | CH—CH | UK1UK | US—US |
| Top-10-Videoalben        | DE—DE | AT—AT | CH3CH | UK3UK | US—US |
| Videoalben in den Charts | DE—DE | AT—AT | CH3CH | UK4UK | US—US |

### Auszeichnungen für Musikverkäufe
| Land/RegionAuszeichnungen für Musikverkäufe (Land/Region, Auszeichnungen, Verkäufe, Quellen) | Silber     | Gold       | Platin       | Diamant     | Verkäufe   | Quellen                                                     |
| -------------------------------------------------------------------------------------------- | ---------- | ---------- | ------------ | ----------- | ---------- | ----------------------------------------------------------- |
| Argentinien (CAPIF)                                                                          | —          | Gold1      | —            | —           | 20.000     | capif.org.ar (Memento vom 6. Juli 2011 im Internet Archive) |
| Australien (ARIA)                                                                            | —          | 2× Gold2   | 7× Platin7   | —           | 477.500    | aria.com.au                                                 |
| Dänemark (IFPI)                                                                              | —          | 2× Gold2   | —            | —           | 60.000     | ifpi.dk                                                     |
| Europa (IFPI)                                                                                | —          | Gold1      | —            | —           | (500.000)  | Einzelnachweise                                             |
| Finnland (IFPI)                                                                              | —          | Gold1      | —            | —           | 25.000     | ifpi.fi                                                     |
| Frankreich (SNEP)                                                                            | —          | 2× Gold2   | —            | —           | 200.000    | infodisc.fr snepmusique.com                                 |
| Indien (IMI)                                                                                 | Silber1    | —          | —            | —           | 15.000     | Einzelnachweise                                             |
| Indonesien (ASIRI)                                                                           | —          | Gold1      | —            | —           | 25.000     | Einzelnachweise                                             |
| Irland (IRMA)                                                                                | —          | Gold1      | —            | —           | 7.500      | Einzelnachweise                                             |
| Japan (RIAJ)                                                                                 | —          | 3× Gold3   | —            | —           | 300.000    | riaj.or.jp                                                  |
| Kanada (MC)                                                                                  | —          | 2× Gold2   | 23× Platin23 | Diamant1    | 2.995.000  | musiccanada.com                                             |
| Malaysia (RIM)                                                                               | —          | Gold1      | —            | —           | 25.000     | Einzelnachweise                                             |
| Mexiko (AMPROFON)                                                                            | —          | 3× Gold3   | —            | —           | 300.000    | amprofon.com.mx                                             |
| Neuseeland (RMNZ)                                                                            | —          | Gold1      | 15× Platin15 | —           | 332.500    | aotearoamusiccharts.co.nz                                   |
| Norwegen (IFPI)                                                                              | —          | 3× Gold3   | —            | —           | 100.000    | ifpi.no (Memento vom 5. November 2012 im Internet Archive)  |
| Portugal (AFP)                                                                               | Silber1    | —          | —            | —           | 10.000     | Einzelnachweise                                             |
| Schweden (IFPI)                                                                              | —          | Gold1      | Platin1      | —           | 150.000    | sverigetopplistan.se                                        |
| Schweiz (IFPI)                                                                               | —          | Gold1      | 2× Platin2   | —           | 125.000    | hitparade.ch                                                |
| Spanien (Promusicae)                                                                         | —          | Gold1      | —            | —           | 50.000     | mediafire.com                                               |
| Südafrika (RISA)                                                                             | —          | Gold1      | —            | —           | 25.000     | Einzelnachweise                                             |
| Vereinigte Staaten (RIAA)                                                                    | —          | 7× Gold7   | 18× Platin18 | 2× Diamant2 | 36.550.000 | riaa.com                                                    |
| Vereinigtes Königreich (BPI)                                                                 | 4× Silber4 | 3× Gold3   | 5× Platin5   | —           | 2.760.000  | bpi.co.uk                                                   |
| Insgesamt                                                                                    | 6× Silber6 | 38× Gold38 | 71× Platin71 | 3× Diamant3 |            |                                                             |